# Nabalé
Nabalé är en ort i Burkina Faso.   Den ligger i regionen Sud-Ouest, i den sydvästra delen av landet, 260 km sydväst om huvudstaden Ouagadougou. Nabalé ligger 328 meter över havet och antalet invånare är 848.
Terrängen runt Nabalé är platt. Runt Nabalé är det ganska glesbefolkat, med 24 invånare per kvadratkilometer.. Närmaste större samhälle är Mougué, 9,3 km väster om Nabalé.
Omgivningarna runt Nabalé är huvudsakligen savann.